# Côm lá hẹp
Côm lá hẹp (tên khoa học: Elaeocarpus angustifolius) là một loài thực vật có hoa trong họ Côm. Loài này được Carl Ludwig Blume mô tả khoa học đầu tiên năm 1825.

## Phân bố
Loài này là bản địa Ấn Độ (Assam, quần đảo Andaman và Nicobar), Bangladesh, Campuchia, Trung Quốc (Vân Nam, Quảng Tây, Hải Nam, Tây Tạng, Quảng Đông?), Indonesia (Java, Tiểu Sunda, Moluccas), Malaysia bán đảo, Myanmar, Nepal, New Caledonia, Papua New Guinea, Philippines, quần đảo Solomon, Thái Lan, Vanuatu, Việt Nam, quần đảo Rotuma, quần đảo Wallis-Futuna, Australia (Queensland, New South Wales). Du nhập vào Hawaii, Samoa.

## Hình ảnh

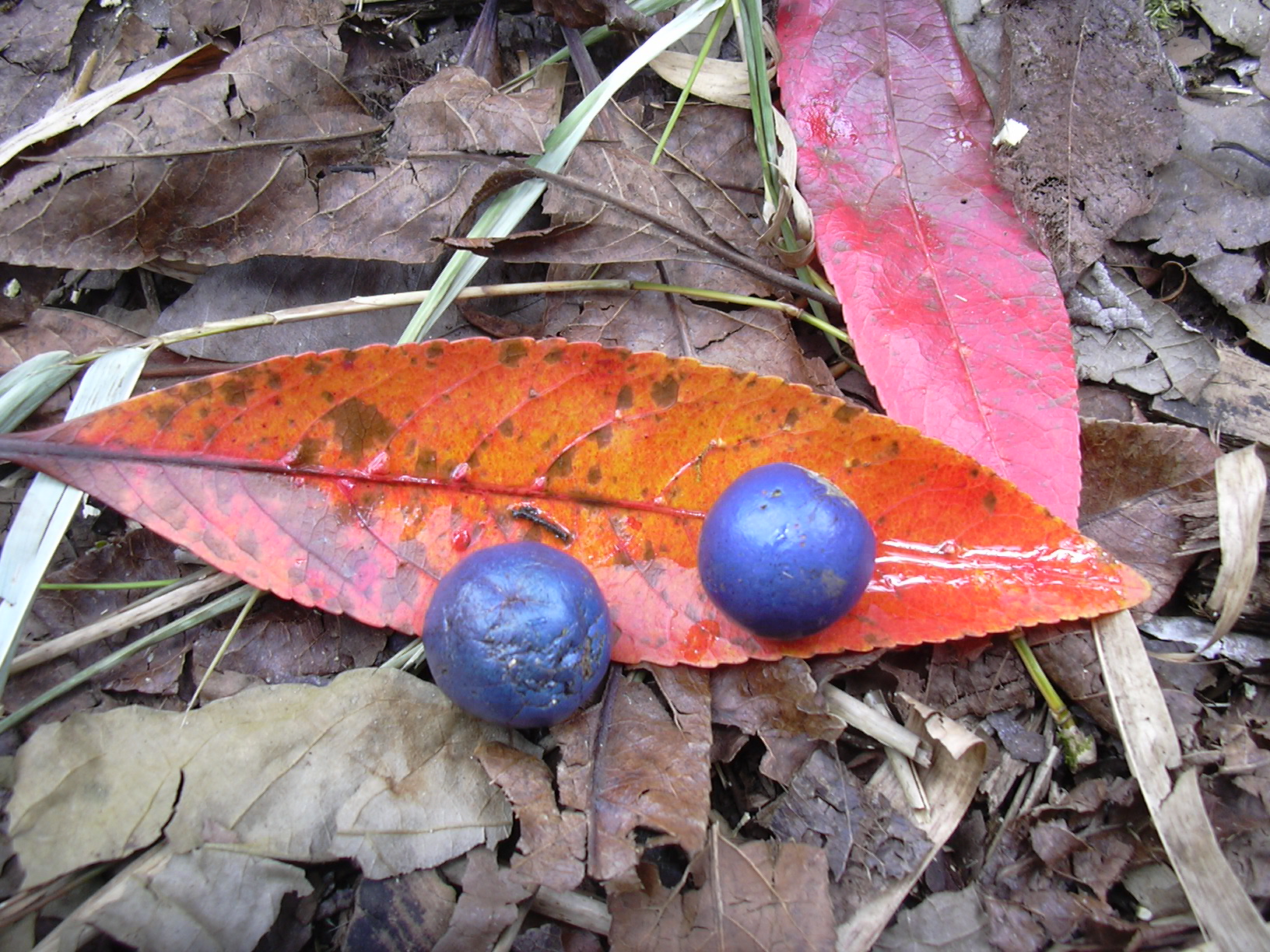
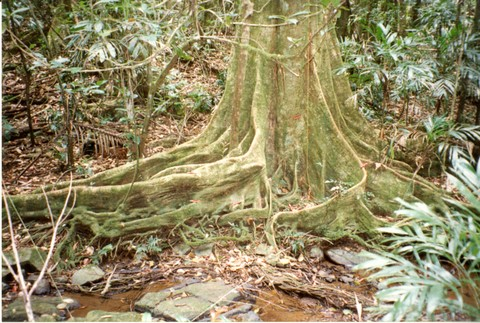
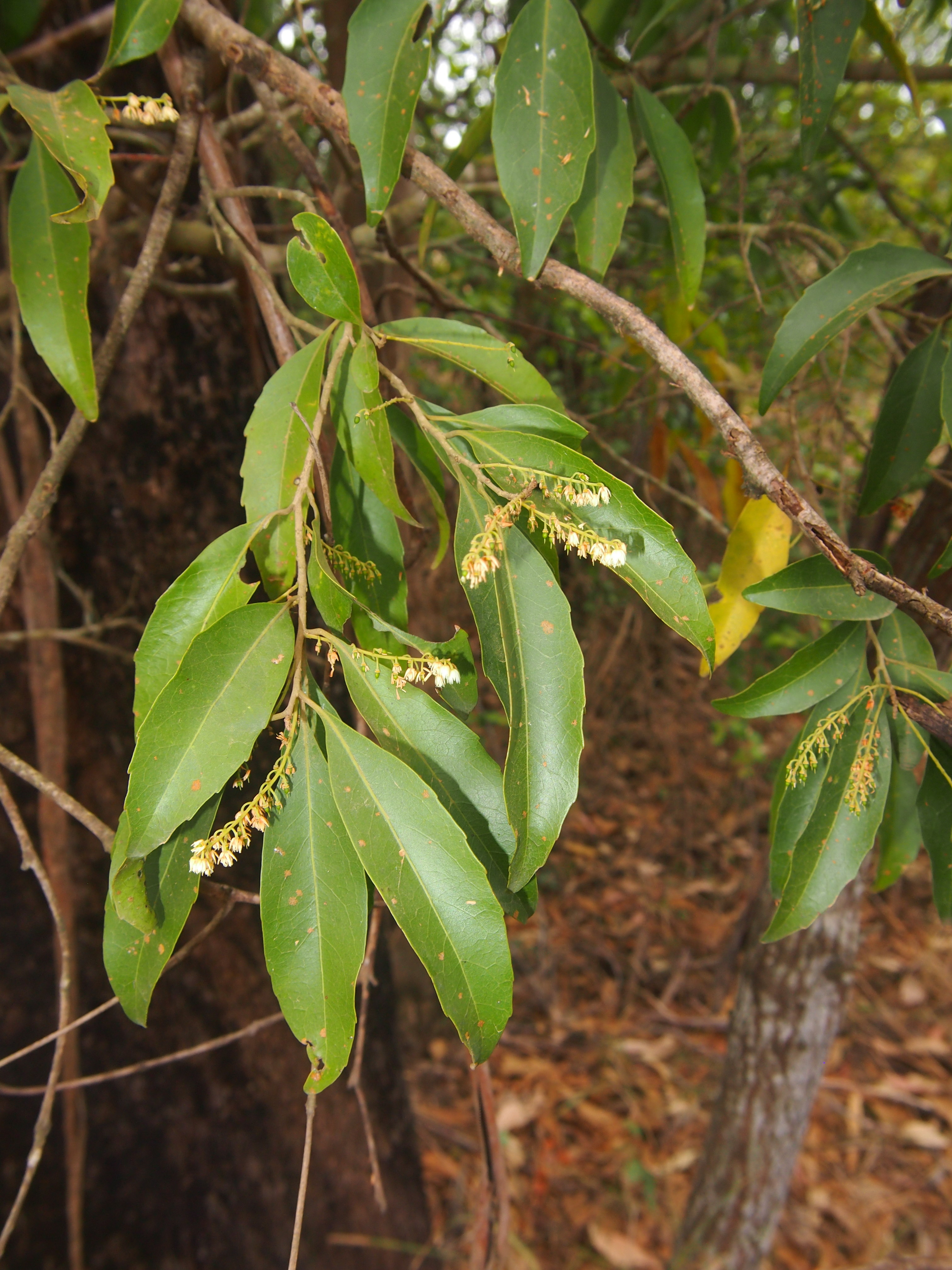
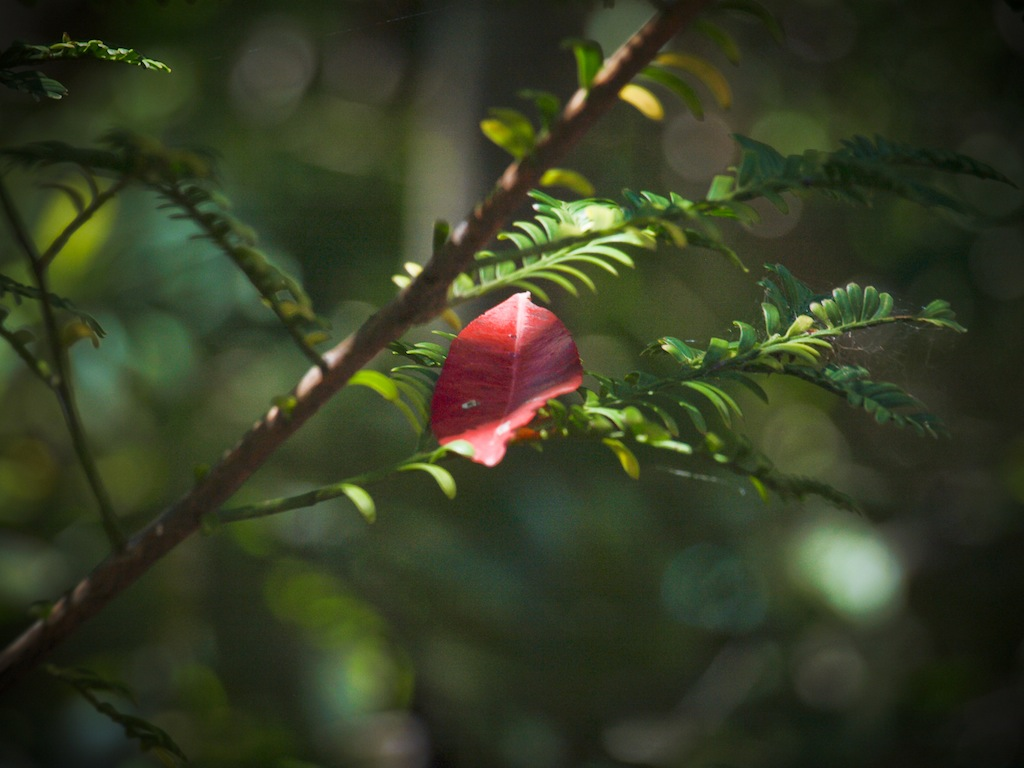